# Niels Ryberg Finsen

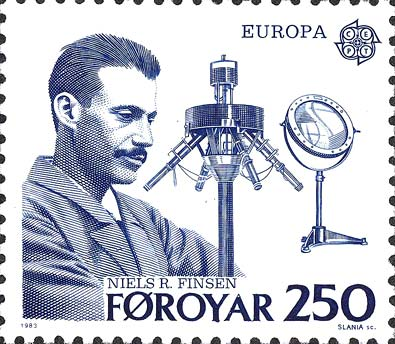
Färöiskt frimärke med Niels R. Finsen, 1983.

Niels Ryberg Finsen, född 15 december 1860 i Tórshavn, Färöarna död 24 september 1904 i Köpenhamn, Danmark, var en dansk läkare av isländsk/dansk släkt. Han var son till Hannes Finsen och brorson till Vilhjálmur Finsen.
Finsen växte upp i Tórshavn och studerade från 1874 och tre år framåt på internatskolan Herlufsholm i Danmark. Han var ofta sjuk och studieresultaten var medelmåttiga, så föräldrarna valde att ta honom ur internatskolan till fördel för ett gymnasium i Reykjavik på Island. Efter studentexamen 1882 flyttade han till Köpenhamn för att studera medicin. Som islänning var han berättigad till fri bostad på Regensen.
Finsen tog ämbetsexamen 1890 och var prosektor i anatomi 1890–1893. I sin första publikation från juli 1893 beskriver han hur solljus skadar människans hud och rekommenderar användning av rött fönsterglas eller röda gardiner för att minska hudirritation och ärrbildning hos smittkoppspatienter. Han studerade ljusets inverkan på Lupus vulgaris, en hittills obotlig form av hudtuberkulos och kunde med hjälp av fokuserat ljus från en båglampa ta bort en stor lupusfläck från kinden på en patient. Framgången ledde till att ett medicinskt ljusinstitut inrättades vid Köpenhamns universitet som fick namnet Finsens Lysinstitut med Finsen som chef från 1896. Två år senare  erhöll han professors titel.
För sina studier av ljusets inverkan på människans hud och  ultravioletta ljusstrålars  positiva inverkan på bland annat hudtuberkulos belönades Finsen 1903 med Nobelpriset i fysiologi eller medicin. På grund av tilltagande sjukdom kunde han dock inte resa till Stockholm för att ta emot priset.

## Utmärkelser
- 1899 Dannebrogorden
- 1903 Fortjenstmedaljen i guld